# Titan (Amerikaans vrachtwagenmerk)
Titan is een voormalig vrachtwagenmerk uit Amerika.
Titan werd opgericht in 1917 en bouwde vooral zware vrachtwagens. Het eerste model was een bakwagen met 5 ton laadvermogen en een viercilinder-benzinemotor. Een paar jaar later stapte Titan over van zijn eigen motor naar een motor van het merk Buda. Vanaf 1925 kwamen er nog drie modellen uit, alle drie de bakwagens met een laadvermogen van 1, 2 en 3 ton. In 1931 kwam er een einde aan de activiteiten van Titan.